# Jack Sonni
John Thomas Sonni, detto Jack (Indiana, 9 dicembre 1954 – 30 agosto 2023), è stato un chitarrista statunitense, conosciuto soprattutto per aver partecipato alle sessioni di registrazione dell'album Brothers in Arms dei Dire Straits e alla successiva tournée mondiale.

## Biografia
Aveva studiato presso l'Università del Connecticut, che abbandonò per frequentare l'Hartford Conservatory of Music.